# 青春音楽バラエティ吉井さん 〜オヤジの音楽狩り〜
『青春音楽バラエティ吉井さん ～オヤジの音楽狩り～』（せいしゅんおんがくバラエティよしいさん ～おやじのおんがくがり～）は、テレビ神奈川（tvk）で放送されていた音楽番組。

## 概要
『ミュートマ2』の後継番組として、2019年4月3日（2日深夜）にスタートした音楽番組。
プロ野球・高校野球中継の実況でお馴染みの吉井が初めて音楽番組を担当する。この番組は、青春を謳歌する心を忘れない大人が様々な音楽シーンやエンタメを爽快にお届けする。tvkがこれまで放送してきた『Live Y』や『オンガクのDNA』など数々のなつかしのアーカイブ映像のほか、いま旬なアーティストをスタジオに招きスタジオライブの収録、そして地元局ならではの神奈川県内話題のカルチャーや、深夜帯ならではのマニアックなコーナーなど、tvkの深夜に新たなカタチの音楽を提供するとしている。

## 主なコーナー

### 過去のコーナー
- 中島卓偉のお城へ行こう!せーの、キャッスル!キャッスル!（2019年4月 - 2020年3月、月末水曜日〈火曜深夜〉）
  - 『ミュートマ2』からの引き継ぎ。2020年3月でコーナー自体は終了したものの、番組は4月以降も継続し、毎月第4金曜日に放送する。

- 上野優華のアナウンサーへの道（2019年4月 - 10月）

- 上野優華の角打ち優華（2019年11月 - 2020年3月、月2回金曜日〈木曜深夜〉）
  - 2020年4月3日〈2日深夜〉より『上野優華の角打ちゆうか』として放送開始[2]。

## 放送時間
| 期間     | 期間      | 放送時間                        |
| -------- | --------- | ------------------------------- |
| 2019.4.3 | 2020.3.27 | 毎週水曜日 - 金曜日 0:00 - 0:30 |
| 2020.4.8 | 2021.3.31 | 毎週火曜日 0:00 - 0:30          |

## 出演者
- 吉井祥博（tvkアナウンサー）

過去
- 中島卓偉（2019年4月 - 2020年3月）
- 上野優華（同上）